# Ulrich von Lupfen
Ulrich von Lupfen, auch Ulrich de Luphun, auch Ulrich I. von Reichenau, († 1069 in Reichenau) war von 1048 bis 1069 Abt des Klosters Reichenau.
Ulrich von Lupfen stammte nach Gallus Oehem aus dem Adelsgeschlecht der Grafen von Lupfen. Er wurde am 7. Juni 1048 vom Kapitel des Benediktinerklosters Reichenau zum Abt gewählt und von Kaiser Heinrich III. in sein Amt eingesetzt. 1049 wurde er von Papst Leo IX. bestätigt und erhielt für das Kloster alle früheren Privilegien. Das Kloster erlebte zu dieser Zeit eine Blüte, unter anderem mit dem Wirken von Mönchen wie Hermannus Contractus (Hermann der Lahme), gleichwohl hinterließ er nach Auseinandersetzungen mit dem Bistum Konstanz das Kloster mit seinem Tode 1069 in einem desolaten Zustand.